# Apristurus exsanguis
Apristurus exsanguis är en hajart som beskrevs av Sato, Nakaya och Stewart 1999. Apristurus exsanguis ingår i släktet Apristurus och familjen rödhajar. IUCN kategoriserar arten globalt som livskraftig. Inga underarter finns listade i Catalogue of Life.

## Bildgalleri

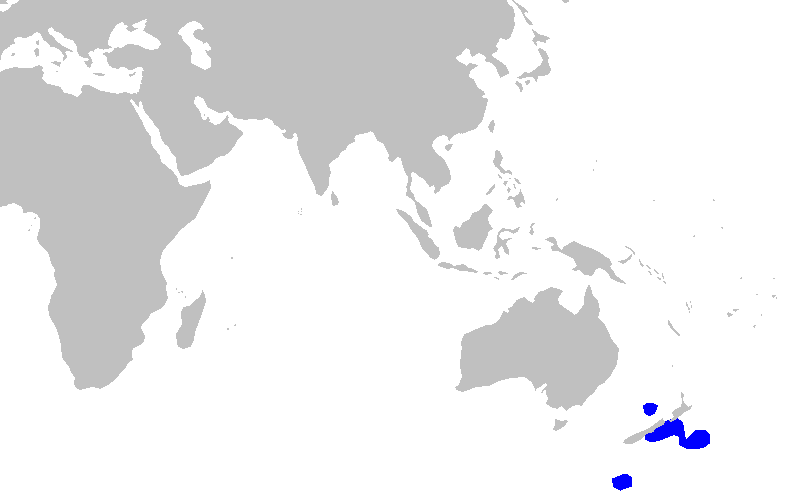